# 氣賀澤保規
氣賀澤保規（日语：／ Kegasawa Yasunori， 1943年— ），是日本歷史學家，主攻中国史。前明治大学教授、明治大學東亞石刻文物研究所客座研究員、東亞歷史文化研究所氣賀澤研究室負責人。

## 生平
1943年生于日本长野县。毕业于日本京都大学文学部史學科。先後任日本佛教大學助教授、富山大学教養部助教授。1995年，任明治大学文学部教授。1996年，以論文《府兵制的研究》取得京都大学文学博士。2014年3月退休。同年4月起，担任明治大學东亚历史文化研究所氣賀澤研究室負責人。

## 主要著作
- 『、1995年2月／、2016年11月
- 『、1999年2月
- 『、2005年6月／、2020年12月

## 合著
- 、1996年3月
- 、2007年9月
- 、2009年10月）
- 、2011年3月）
- 、2012年2月）
- 、2013年3月）
- 、2015年9月）
- 、2020年12月）

## 翻譯
- 劉煒編著、氣賀澤保規編譯，2001年6月）
- 馬長壽著、氣賀澤保規譯並序文、梶山智史合作翻譯，2005年3月）[6]

## 纪念論文集
- ，2014年3月）